# Wielka-Racza-Hütte
Die Wielka-Racza-Hütte (polnisch Schronisko PTTK Wielka Racza) liegt auf einer Höhe von 1236 Metern Höhe in Polen in den Saybuscher Beskiden unterhalb des Gipfels der Wielka Racza. Das Gebiet gehört zur Gemeinde Rajcza. Die Hütte ist nach dem Gipfel benannt.

## Geschichte
Die erste Hütte wurde 1934 von der Polnische Tatra-Gesellschaft eröffnet. Nach dem Überfall auf Polen kam sie an den Beskidenverein. 1945 wurde die Hütte im Zuge der Kriegseinwirkung stark beschädigt. 1964 wurde die Hütte saniert und in den 1990er Jahren ausgebaut. Die Hütte steht im Eigentum des PTTK. Sie liegt auf dem Beskidenhauptwanderweg.

## Touren
Gipfel in der näheren Umgebung der Hütte sind:
- Wielka Racza (1236 m) – zu erreichen von Zwardoń
- Wielka Rycerzowa (1226 m)
- Mała Rycerzowa (1207 m)
- Muńcuł (1165 m) – zu erreichen über Ujsoły